# 2019-es W Series szezon
A 2019-es W Series szezon az első idénye volt a kizárólag nőknek induló formulaautós versenysorozatnak, ahol egyenlő szintű Tatuus T-318 Formula–3-as modellekkel versenyeztek, amelyben egy Alfa Romeo által biztosított 1,8-literes turbómotor dolgozott.
Az első évbajnoka a brit Jamie Chadwick lett, Keszthelyi Vivien öt versenyen vett részt (melyből egy bajnokságon kívüli volt), 1 szerzett ponttal a 17. helyen zárta a bajnokságot.

## Versenyzők
A szezon előtti teszteken, amelynek célja az volt, hogy a legalkalmasabb résztvevőket válasszák ki, 54 jelentkező vett részt. Január 26. és 28-a között tartották meg a teszt első szakaszát a Wachauringen. A háromfős zsűri (David Coulthard,  Alexander Wurz és Lyn St. James) választotta ki azt a 28 versenyzőnőt, akik a következő szakaszba léphettek, amelyet a Circuito de Almeria versenypályán tartottak meg. A március 22. és 27-e között megtartott utolsó teszten derült ki a 18 főből álló versenyzőknek a névsora, akik a sorozat legelső szezonjában részt vehettek.

### Az selejtező előtt visszalépett versenyzők
Az alábbi felsorolásban azok a hölgyek találhatóak, akik jelentkeztek, azonban még a selejtező előtt visszaléptek az indulástól:
| - Amna Al Qubaisi - Michelle Gatting | - Angelique Germann - Michelle Halder | - Carmen Jordá - Sheena Monk | - Carrie Schreiner |

### Az első selejtező után kiesett versenyzők
Az alábbi felsorolásban azok a pilóták láthatóak, akik az első selejtező kör után búcsút intettek a sorozatnak:
| - Ayla Ågren - Chelsea Angelo - Carmen Boix - Toni Breidinger - Alessandra Brena - Ivana Cetinich - Veronika Cichá | - Courtney Crone - Mira Erda - Carlotta Fedeli - Cassie Gannis - Samin Gómez - Fabienne Lanz - Milla Mäkelä | - Alexandra Marinescu - Marylin Niederhauser - Lyubov Ozeretskovskaya - Taegen Poles - Charlotte Poynting - Sharon Scolari - Doreen Seidel | - Siti Shahkirah - Sneha Sharma - Inès Taittinger - Bruna Tomaselli - Hanna Zellers |

### A második selejtező után kiesett versenyzők
A második felvonáson 8 versenyzőnek ért véget az indulásért folytatott verseny:
| - Natalie Decker - Grace Gui | - Natalia Kowalska - Stéphane Kox | - Francesca Linossi - Milou Mets | - Shirley van der Lof - Alexandra Whitley |

A szezonban résztvevő összes versenyautót a Hitech Racing készítette fel.
| Rajtszám     | Versenyző         | Forduló  |
| ------------ | ----------------- | -------- |
| 2            | Esmee Hawkey      | Összes   |
| 3            | Gosia Rdest       | Összes   |
| 5            | Fabienne Wohlwend | Összes   |
| 7            | Emma Kimiläinen   | 1, 4–6   |
| 11           | Vicky Piria       | Összes   |
| 19           | Marta García      | Összes   |
| 20           | Caitlin Wood      | Összes   |
| 21           | Jessica Hawkins   | Összes   |
| 26           | Sarah Moore       | Összes   |
| 27           | Alice Powell      | Összes   |
| 31           | Tasmin Pepper     | Összes   |
| 37           | Sabré Cook        | Összes   |
| 49           | Megan Gilkes      | 1–3, 5-6 |
| 55           | Jamie Chadwick    | Összes   |
| 67           | Shea Holbrook     | Összes   |
| 85           | Kojama Miki       | Összes   |
| 95           | Beitske Visser    | Összes   |
| 99           | Naomi Schiff      | Összes   |
| Tesztpilóták |                   |          |
| 58           | Sarah Bovy        | 2–3, 6   |
| 77           | Keszthelyi Vivien | 2–4, 6   |
| Forrás:      |                   |          |

## Versenynaptár
Az összes versenyhétvége a DTM betétprogramaként szerepelt.
| Forduló | Helyszín                                           | Pályarajz    | Dátum            |
| ------- | -------------------------------------------------- | ------------ | ---------------- |
| 1       | Hockenheimring, Németország                        | Hockenheim   | Május 4–5.       |
| 2       | Circuit Zolder, Belgium                            | Zolder       | Május 18–19.     |
| 3       | Misano World Circuit Marco Simoncelli, Olaszország | Misano       | Június 8–9.      |
| 4       | Norisring, Németország                             | Norisring    | Július 6–7.      |
| 5       | TT Circuit Assen, Hollandia                        | Assen        | Július 20–21.    |
| 6       | Brands Hatch, Nagy-Britannia                       | Brands Hatch | Augusztus 10–11. |

## Eredmények
| Forduló | Helyszín             | Dátum         | Pole-pozíció      | Leggyorsabb kör | Győztes versenyző | Összefoglaló | Listavezető    | Előny | Forrás |
| ------- | -------------------- | ------------- | ----------------- | --------------- | ----------------- | ------------ | -------------- | ----- | ------ |
| 1       | Hockenheimring       | Május 4.      | Jamie Chadwick    | Kojama Miki     | Jamie Chadwick    | Összefoglaló | Jamie Chadwick | 7     | [ 17 ] |
| 2       | Zolder               | Május 18.     | Jamie Chadwick    | Beitske Visser  | Beitske Visser    | Összefoglaló | Jamie Chadwick | 8     | [ 18 ] |
| 3       | Misano World Circuit | Június 8.     | Fabienne Wohlwend | Beitske Visser  | Jamie Chadwick    | Összefoglaló | Jamie Chadwick | 13    | [ 19 ] |
| 4       | Norisring            | Július 6.     | Marta García      | Emma Kimiläinen | Marta García      | Összefoglaló | Jamie Chadwick | 10    | [ 20 ] |
| 5       | TT Circuit Assen     | Július 20.    | Emma Kimiläinen   | Emma Kimiläinen | Emma Kimiläinen   | Összefoglaló | Jamie Chadwick | 13    | [ 21 ] |
| —‡      | TT Circuit Assen     | Július 21.    | Megan Gilkes      | Sabré Cook      | Megan Gilkes      | Összefoglaló | Jamie Chadwick | 13    | [ 22 ] |
| 6       | Brands Hatch         | Augusztus 11. | Jamie Chadwick    | Emma Kimiläinen | Alice Powell      | Összefoglaló | Jamie Chadwick | 10    | [ 23 ] |

‡ Az adott verseny nem számított bele a bajnokság eredményeibe.

### Pontrendszer
Pontot az első tíz helyen célba érő versenyző kap az alábbi sorrendben:
| Helyezés | 1. | 2. | 3. | 4. | 5. | 6. | 7. | 8. | 9. | 10. |
| Pont     | 25 | 18 | 15 | 12 | 10 | 8  | 6  | 4  | 2  | 1   |

### Versenyzők bajnoksága
| 1.       | Jamie Chadwick    | 1   | 2   | 1   | 3   | 3   | 8    | 4   | 110  |
| 2.       | Beitske Visser    | 4   | 1   | 2   | 2   | 4   | 14   | 3   | 100  |
| 3.       | Alice Powell      | 2   | 3   | Ki  | Ki  | 2   | 2    | 1   | 76   |
| 4.       | Marta García      | 3   | 4   | 6   | 1   | 9   | 13   | 8   | 66   |
| 5.       | Fabienne Wohlwend | 6   | 7   | 3   | 4   | 15  | 18   | 5   | 51   |
| 6.       | Emma Kimiläinen   | Ki  | Vi  |     | 5   | 1   | 4    | 2   | 47   |
| 7.       | Kojama Miki       | 7   | 8   | 4   | 6   | Ki  | 15   | 20  | 30   |
| 8.       | Sarah Moore       | 5   | 5   | 9   | Ki  | 10  | 10   | 10  | 24   |
| 9.       | Vicky Piria       | 15  | 9   | 5   | 12  | 8   | 9    | 6   | 24   |
| 10.      | Tasmin Pepper     | 8   | 6   | 7   | 8   | Ki  | 6    | 12  | 22   |
| 11.      | Sabré Cook        | 13  | 15  | 8   | 7   | 13  | 3    | 9   | 12   |
| 12.      | Jessica Hawkins   | 11  | 13  | 15  | Ki  | 7   | 5    | 7   | 12   |
| 13.      | Caitlin Wood      | 10  | 11  | 14  | 11  | 5   | 12   | 11  | 11   |
| 14.      | Gosia Rdest       | 9   | Ki  | 13  | 14  | 6   | Ki   | 13  | 10   |
| 15.      | Esmee Hawkey      | 12  | Ki  | 11  | 9   | 11  | 16   | 16  | 2    |
| 16.      | Naomi Schiff      | 14  | 10  | 18  | 10  | 12  | 7    | 15  | 2    |
| 17.      | Keszthelyi Vivien |     | Ki  | 10  | 13  |     | 17   | 14  | 1    |
| 18.      | Shea Holbrook     | 16  | 12  | 16  | 15  | 16  | Ki   | 17  | 0    |
| 19.      | Sarah Bovy        |     | Ni  | 12  |     |     | 11   | 19  | 0    |
| 20.      | Megan Gilkes      | Ki  | 14  | 17  |     | 14  | 1    | 18  | 0    |
| Helyezés | Versenyző         | HOC | ZOL | MIS | NOR | ASS | ASS‡ | BRH | Pont |

| Szín   | Eredmény                                      |
| ------ | --------------------------------------------- |
| Arany  | Győztes                                       |
| Ezüst  | 2. helyezett                                  |
| Bronz  | 3. helyezett                                  |
| Zöld   | Pontot szerzett                               |
| Kék    | Pont nélkül vagy helyezetlenül ért célba (Hn) |
| Lila   | Nem ért célba (Ki)                            |
| Piros  | Nem kvalifikálta magát (Nk)                   |
| Fekete | Diszkvalifikálták (Kiz)                       |
| Fehér  | Nem indult (Ni)                               |
| Fehér  | Visszalépett (Vi)                             |
| Fehér  | Verseny törölve (T)                           |
| Üres   | Nem vett részt                                |
| Üres   | Kizárt (EX)                                   |

- † — Nem ért célba, de teljesítette a versenytáv 75%-át így értékelve lett.
- ‡ — Az adott verseny nem számított bele a bajnokság eredményeibe.

## Fordítás
- Ez a szócikk részben vagy egészben  a(z)   2019 W Series című angol Wikipédia-szócikk fordításán alapul.  Az eredeti cikk szerkesztőit annak laptörténete sorolja fel. Ez a jelzés csupán a megfogalmazás eredetét és a szerzői jogokat jelzi, nem szolgál a cikkben szereplő információk forrásmegjelöléseként.